# Baby są jakieś inne
Baby są jakieś inne – polski komediodramat z 2011 roku w reżyserii Marka Koterskiego.

## Obsada
Źródła: Filmpolski.pl, Telemagazyn, Stowarzyszenie Filmowców Polskich
- Robert Więckiewicz jako Pucio (w napisach podany jako: drugi)
- Adam Woronowicz jako Adam „Adaś” Miauczyński (w napisach podany jako: jeden)
- Małgorzata Bogdańska jako kobieta o wielu twarzach (w napisach podana jako: jakieś Baby inne)
- Michał Koterski jako sprzedawca na stacji benzynowej (w napisach podany jako: kasjer - irokez)
- Maciej Musiał jako chłopak z autokaru
- Winicjusz Rzymyszkiewicz jako chłopak z autokaru
- Patrycja Marciniak jako dziewczyna z billboardu
- Elżbieta Romanowska jako strażniczka przyrody
- Anna Soszyńska jako strażniczka przyrody

## Opis fabuły
Fabuła filmu ma charakter jednowątkowy i stanowi ją dialog dwóch mężczyzn podróżujących samochodem. Dominującym tematem rozmowy jest ocena kobiet oraz relacji między płciami.

## Inne informacje
- W napisach końcowych jako autor scenariusza figuruje Adam Miauczyński.
- Adaś i Pucio podróżują w filmie samochodem marki Ford Focus z numerem rejestracyjnym DW wskazującym na miasto Wrocław.
- Napisy końcowe błędnie informują, że bohaterowie śpiewają fragment piosenki pt. „Mama to nie jest to samo co tato”. W rzeczywistości jest to wers z utworu pt. „Tato” grupy Arka Noego. Błędnie podano także autora muzyki i słów piosenki – podano „Robert Frydrych”, a faktycznie jest to Robert Friedrich.